# Шанс.ру
Шанс — старейшие издание по публикации частных объявлений в Санкт-Петербурге. Первый номер газеты «Реклама-Шанс» был опубликован 15 сентября 1991 года. Выпуск печатной версии издания приостановлен в августе 2013 года. В настоящее время существует только электронная версия газеты — сайт Шанс.Ру. В декабре 2019 года в "Шанс" был назначен антикризисный управляющий и генеральный директор - Шаман Александр Витальевич, целью которого является обновление веб-ресурса и вывод в региональные лидеры сферы онлайн-площадок для размещения объявлений.

## История
Первый печатный номер газеты «Реклама-Шанс» был выпущен компанией ООО «Издательский дом Шанс» 9 сентября 1991 года . Основателем и первым главным редактором стал Сергей Грачев . Дальнейшее развитие позволило уже в 1993 года открыть службу приема объявлений по телефону. И уже через год запустили онлайн проект Шанс.ру в электронном виде. В 1996 году создали первый в городе call-центр, предназначенный для приема объявлений.

### СМС-сервис
В 2008 году Издательский дом «Шанс» совместно с контент-провайдером INFON запустили удобный сервис, который позволил оплачивать публикацию объявлений при помощи SMS . Как утверждают создатели, это существенно облегчило процесс и сэкономило время пути объявления от момента написания до публикации. При этом на тот момент, гендиректор ИД «Шанс» Борис Иванов отметил, что новые тенденции будут активно использоваться. Но позже от этого проекта отказались .

### Ребрендинг
В 2012 газету купил медиа холдинг «Раград-Видео»  , который произвел ребрендинг компании . На тот момент газета «Реклама-Шанс» выходила 3 раза в неделю, тиражом 15 000 экземпляров, а стоимость составляла 30-35 рублей . Управляющий партнер «Раград Видео» Олег Третьяков в прямом эфире радиостанции «Эхо Петербурга» заявил о безоблачном будущем ИД «Шанс». Также упомянул про хороший сайт с эффективной работой. Кроме того, история и авторитет бренда работают только в плюс . Уже через год запустили сервис видео-объявлений, основанный на собственной видео платформе.

### Закрытие печатной версии
Изначально закрывать печатную версию не предполагалось, однако решение все же приостановить выпуск газеты в привычном виде было принято в 2013 году и питерская газета объявлений ушла в интернет. По мнению Константина Сухенко, который был генеральным директором издательского дома «Шанс», отметил, что ничего страшного в этом нет, технологии рекламы меняются, поэтому рынок не сильно будет переживать исчезновение печатной версии .

### Разделы
На сайте представлен поиск и пользовательский интерфейс   . Имеются различные разделы для размещения всех видов объявлений. Самыми востребованными являются «Автомобили» и «Недвижимость». Так же существует партнерская программа, позволяющая крупным агентствам недвижимости размещать свои объявления .
На сайте можно найти все, что необходимо: от услуг мастер по укладке ламината и репетитора по иностранному языку до купле-продажи всевозможных товаров и даже бизнеса.

### Информационное спонсорство
В 2013 году портал chance.ru стал информационным спонсором международного открытого конкурса сайтов рынка недвижимости WEB Realtor-2013.